# Сент-Айвз (Корнуолл)
Сент-Айвз (Корн. Porthia) — місто у Великій Британії, в Корнуоллі над Атлантичним океаном, на західному кінці затоки Сент-Айвз. Рибальський порт і популярний курорт, визнаний читачами Ґардіан у 2007 році найкращим приморським містом у Великій Британії. Відомий британський центр серфінгу, другий після Ньюквея .

## Географія

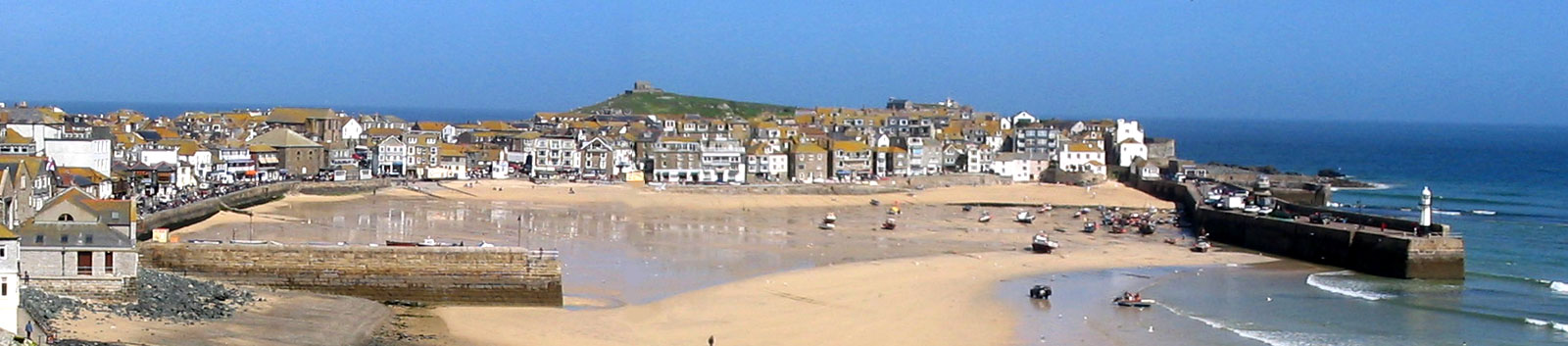
Сент-Айвз

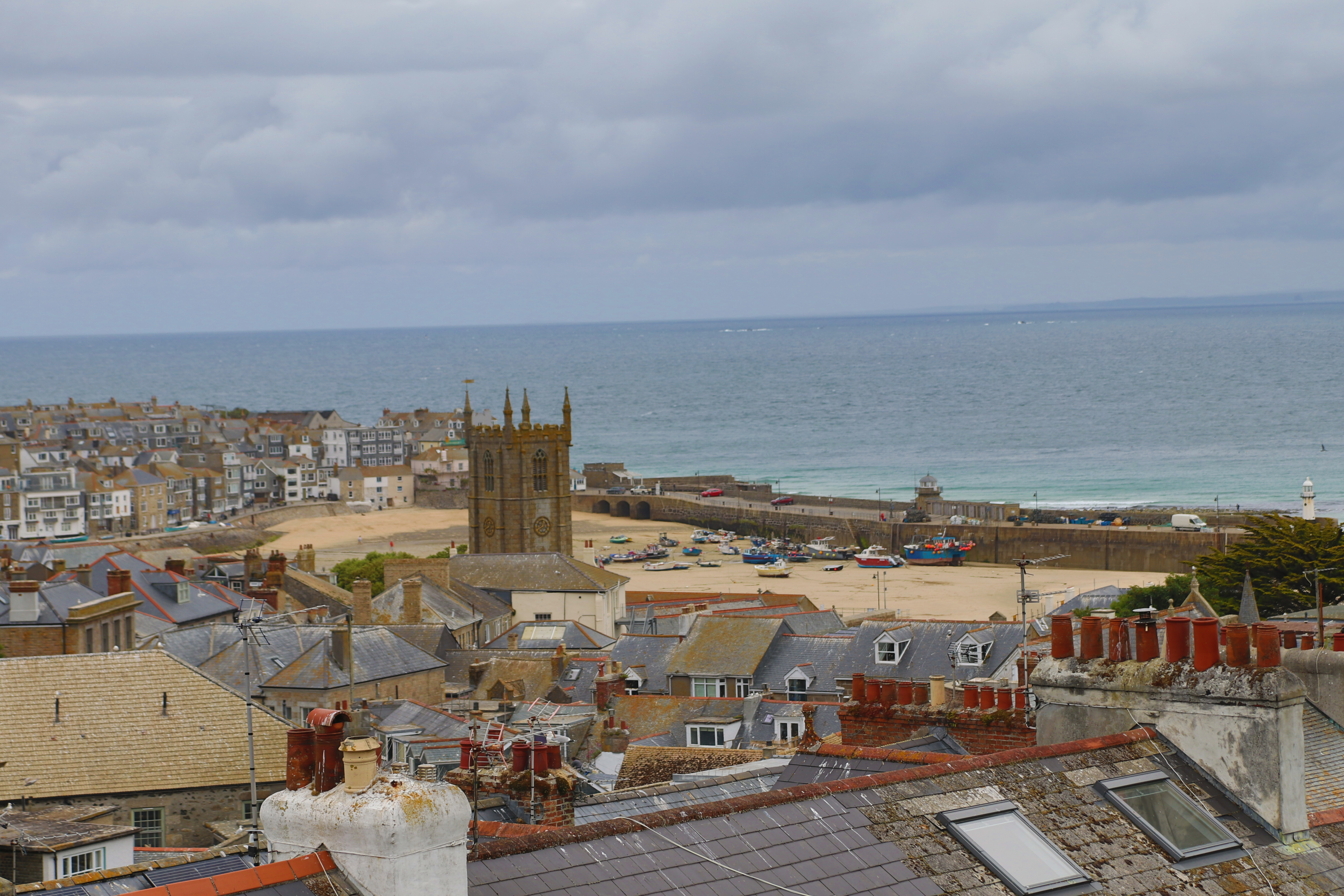
Сент-Айвз (Корнуолл)

Сент-Айвз розташований на північному узбережжі півострова Корнуолл, приблизно за 15 км від найпівденно-західнішої точки Великої Британії — Лендс-Енд.

## Історія
Найдавніші згадування Сент-Айвза датуються V століттям нашої ери. Спочатку рибальське селище, згодом місто, яке стало важливим центром видобутку олова. У 1545 році Сент-Айвз став ареною кривавого повстання, відомого в історії як «повстання молитовника» (англ. Prayer Book Rebelion). У 1877 році місто отримало залізничне сполучення із Сент-Ертом, зупинкою на маршруті Лондон — Пензанс . Популярність Сент-Айвза як місця відпочинку дедалі зростає.

## Спорт
Двічі на рік тут проводяться корнуолльські різновиди метання — вид спорту, який практикується виключно на островах Сент-Коламб-Мейджор та Сент-Айвз .

## Міста-побратими
- Камаре-сюр-Мер